# El último vuelo del flamenco
 O Último Vôo do Flamingo (traducida como El último vuelo del flamenco) (formato original 35mm – Color). 

## Sinopsis
En el pueblo mozambiqueño de Tizangara, los cascos azules de la ONU trabajan para mantener la paz después de años de guerra civil. Cinco explosiones acaban con cinco soldados, de los que solo quedan intactos sus genitales y sus cascos. Para investigar lo ocurrido, llega al pueblo Massimo Risi, teniente italiano destinado en Maputo, la capital de Mozambique. Con la ayuda de Joaquim, un traductor local, Massimo emprende una investigación para esclarecer el misterio y no tarda en descubrir que no todo es lo que parece.

## Premios e Festivales
- 2010 - PAN-AFRICAN FILM FESTIVAL OF CANNES - France
- 2010 - TOUS LES CINÉMAS DU MONDE FILM FESTIVAL OF CANNES -France
- 2010 - PUSAN FILM FESTIVAL - World Cinema Section - Corea del Sur
- 2010 - FIFAI - Reunion
- 2010 - DOURO HARVEST FILM FESTIVAL - Portugal - JURY HONORS
- 2010 - FESTIVAL DES FILMS DU MONDE - Montreal, Canadá
- 2010 - TARIFA FILM FESTIVAL - Spain
- 2010 - LUANDA INTERNATIONAL FILM FESTIVAL, Angola - BEST FICTION FILM PRIZE
- 2010 - AFRICA INTERNATIONAL FILM FESTIVAL - Nigeria - Official Competition
- 2010 - KENYA INTERNATIONAL FILM FESTIVAL - Nairobi, Kenia
- 2011 - GÖTEBORG FILM FESTIVAL - SUEDEN
- 2011 - TEXAS BLACK FILM FESTIVAL - Texas, USA
- 2011 - AFRIKA FILM FESTIVAL - Leuven, Belgium
- 2011 - FESPACO INTERNATIONAL FILM FESTIVAL, Burkina Faso - Official Competition
- 2011 - FESTROIA - Setúbal, Portugal
- 2011 - FESTIVAL DE CINEMA EUROPEU - Maputo, Mozambique
- 2011 -  CINE CUFA e TAMU JUNTO - Brasil, Moçambique
- 2011 - TRI CONTINENTAL FILM FESTIVAL - Johannesburg, South Africa
- 2012 - LUXOR AFRICAN FILM FESTIVAL - Cairo, Egypt - Official Selection
- 2012 - CINÉ AFRIQUA 2012 - France